# Junta de San Martín de Losa (Burgos)
Junta de San Martín de Losa (Burgos) es una entidad de población española del municipio de Valle de Losa, perteneciente a la provincia de Burgos, en la comunidad autónoma de Castilla y León.

## Historia
Hacia mediados del siglo XIX, el lugar aparece descrito en el décimo volumen del Diccionario geográfico-estadístico-histórico de España y sus posesiones de Ultramar de Pascual Madoz con las siguientes palabras:

LOSA: merind. en la prov. de Burgos, part, jud. de Villarcayo, compuesta de 6 juntas que son la de Aforados, la Cerca, Oteo, Rioseria, San Martin y Traslaloma, las cuales comprenden 53 l. y 1 granja. Esta merind. abraza la Losa Mayor y Menor, siendo su pais en general montuoso, con valles estrechos y pueblos pequeños, que crian ganado lanar y caballar en crecido número, con que surten diferentes ferias. Sus prod. son granos, legumbres, alholyas, yeros, hortalizas y algunas frutas, sin mas diferencias de unos pueblos á otros que el mas ó menos vecindario, y la mayor ó menor cantidad de dichas especies.
(Madoz, 1847, p. 384)

El municipio de Junta de San Martín de Losa (Burgos) desapareció de cara al censo de España de 1991, al incorporarse al de Valle de Losa.

## Demografía
| Gráfica de evolución demográfica de Junta de San Martín de Losa entre 1842 y 1981 |
| |
| Población de derecho según los censos de población del INE Población de hecho según los censos de población del INEEn estos censos se denominaba Junta de San Martín: 1842, 1857 y 1860. Entre el censo de 1991 y el anterior, este municipio desaparece porque se agrupa en el municipio Valle de Losa. |